# Landkreis Demmin
Landkreis Demmin var ett län (Landkreis) i det tyska förbundslandet Mecklenburg-Vorpommern.
Länet låg söder om länet Nordvorpommern, väster om länet Ostvorpommern, norr om länen Müritz och Mecklenburg-Strelitz samt öster om länet Güstrow. Huvudorten var Demmin.